# Punta Polse
Punta Polse (1.450 m s.l.m.) è una piccola guglia rocciosa posta sopra l'abitato di Ziano di Fiemme, alla destra orografica del torrente Avisio. La vetta è raggiungibile per mezzo di una breve e facile via ferrata, intitolata ad Attilio Sieff. Dalla sua vetta si può ammirare la catena dei Lagorai e l'intera Val di Fiemme. Il nome significa "pollice".
Nel 1934 gli alpinisti di Ziano di Fiemme Alfredo Paluselli e Carlo Lauton salirono in cordata per la prima volta l'ardita parete sud (VI+). Un'impresa memorabile per il tempo sia per il grado di difficoltà che per la friabilità della roccia. Oggi questa via è stata attrezzata in parte e ribattezzata " via degli anniversari".